# Karl Ludwig Harding
Karl Ludwig Harding, född 29 september 1765 i Lauenburg, död 31 augusti 1834 i Göttingen, var en tysk astronom.
Harding var först teolog, men blev som informator i Johann Hieronymus Schröters familj i Lilienthal intresserad av astronomi. Sedan han 1800–1805 varit anställd vid Schröters privatobservatorium, blev han 1805 professor i astronomi vid universitetet i Göttingen. Han tilldelades Lalandepriset av Franska vetenskapsakademien samma år. Harding upptäckte den tredje asteroiden, Juno (1804), och flera kometer. Hans främsta arbete är Atlas novus coelestis (1808–1823), som upptar omkring 60 000 stjärnor och som är en av de första efter vetenskapliga principer konstruerade stjärnatlaserna.

## Eftermäle
Nedslagskratern Harding på månen och asteroiden 2003 Harding är uppkallade efter honom.